# Miscon
Miscon är en kommun i departementet Drôme i regionen Auvergne-Rhône-Alpes i sydöstra Frankrike. Kommunen ligger i kantonen Luc-en-Diois som tillhör arrondissementet Die. År 2022 hade Miscon 72 invånare.

## Befolkningsutveckling
Antalet invånare i kommunen Miscon
Referens:INSEE